# Llorenç Matheu i Sanç
Llorenç Matheu i Sanç (València, 12 de juliol de 1618 - Madrid, 31 de gener de 1680) va ser un jurista, poeta, humanista i polígraf valencià.

## Biografia
Fou el major de quatre germans, seguit d’Ermenegild, Isidor i Lluís, tots els quals, com també el pare, Joan Baptista, van escriure versos almenys ocasionalment, amb més o menys fortuna.
Cursà gramàtica i filosofia a València i jurisprudència a Salamanca, i es doctorà a la Universitat de València el 1638. Exercí d’advocat fins al 1646, any en què Felip IV el nomenà assessor criminal de la governació de la ciutat i regne de València, i el 1647 fiscal de la Reial Audiència. Ascendí a jutge de la sala criminal el 1649, i a jutge de la sala civil el 1652. El 1650 fou investit amb l’hàbit de cavaller de l'orde de Montesa. Nomenat pel rei alcalde de casa i cort, el 1659 passà a residir a Madrid. El 1668 fou president de la sala dels alcaldes, del Consell de Castella, i oïdor del d'Índies. El 22 de novembre de 1761 passà a regent del Consell d’Aragó. El 1677 era a Barcelona com a visitador de la Reial Audiència.
A part de la seua producció jurídica, intervingué en la polèmica sobre la pàtria de sant Llorenç, que en el seu temps es disputaven Osca i València, i publicà una «fantasia apologètica i moral» contra Baltasar Gracián, pels atacs antivalencians que aquest va incloure en el seu Criticón. Traduí parcialment al castellà el Llibre dels fets de Jaume I, i és autor també d’una traducció castellana en vers de l’Espill de Jaume Roig.
Es casà dues vegades, primer amb Feliciana de Silva el 1646, i després de quedar vidu d’aquesta el 1658, amb Maria de Vilamajor. De la primera tingué dos fills, i almenys nou de la segona, i dos d'ells, Doménec i Llorenç, van ser oïdors a València.

## Obres

### Tractats jurídics
- De regimine urbis ac regni Valentiae, sive selectarum interpretationum ad principaliores foros eiusdem, tractatus (València, 2 vols.: 1654-1656; segona edició molt ampliada: Lió, 1677; tercera edició: Lió, 1704)
- Tractatus de re criminali (Lió, 1676; reimpressió: Venècia, 1725)
- Tratado de la celebración de cortes generales del Reyno de Valencia (Madrid, 1677)
- Práctica civil (subvencionada pels jurats de València el 1676, no s'arribà a imprimir)[11]

### Relacions de festes
- Relación en que la esclarezida religión y ínclita cavallería de Nuestra Señora de Montesa y San Jorge de Alfama, de la milicia de Calatrava y orden del Cistel, da cuenta al Rey nuestro señor Felipe IV […] del voto y juramento que hizo en Valencia, a primero de junio de 1653, de defender, tener y sentir que la Virgen santíssima María, madre de Dios, fue concebida sin mancha ni rastro de pecado original. Y fiestas que consagró a esta celebridad (València, 1653)
- Festivas demostraciones que el excelentíssimo señor duque de Montalvo, visrey de Valencia, su real Consejo, Reyno y ciudad hicieron por el nacimiento del prícipe de España don Felipe Próspero (València, 1658)

### Poesia i teatre
- El manuscrit 3746 de la Biblioteca Nacional de Madrid: Varios versos recogidos de los que he escrito, aunque los más se an perdido, que quiçá serán los menos malos. Hay de todos géneros, y una comedia que escrivi por cierto enpeño, y al fin de cada poema pongo el año en que se escribió. Los de lengua valenciana están al remate, conté una comèdia: Dos verdades encontradas, 85 poesies en castellà i 16 en valencià.[5] Aquestes darreres han estat publicades modernament per Romeu i Figueras.[12]

### Escrits polèmics
- Crítica de reflexión y censura de las censuras. Fantasía apologética y moral (València, 1658), signada amb l’anagrama Sancho Terzón y Muela
- Lapis lydius veritatis, statera aequissima rationis pro indagando vera patria inclyti martyris ac levitae beati Laurentii (Lió, 1675), publicada anteriorment en castellà sota el nom de Joan Baptista Ballester, amb el títol: Piedra de toque de la verdad, peso fiel de la razón, que examina el fundamento con que Valencia y Huesca contienden sobre cuál es la verdadera patria del invicto mártyr san Lorenço (Barcelona, 1673)

### Traduccions
- Traducción de la Historia que escrivió el señor rey don Jayme, de la conquista de Valencia (citada així per Rodríguez; desapareguda)
- Libro de los consejos del maestro Jaime Roig, poeta valenciano. Escribióle en lengua lemosina y yo le traduxe para que mis hijos le puedan entender. En Madrid, año de 1665.

### Altres
- Los chulos de Madrid. Obra entre donayres y chanças de muchos documentos morales (desapareguda)[13]